# 수원북중학교
수원북중학교(水原北中學校)는 대한민국 경기도 수원시 장안구 영화동에 있는 공립 중학교이다.

## 학교 연혁
- 1936년 6월 8일 : 수원공립농업학교로 설립 인가
- 1951년 8월 20일 : 제1회 졸업식(졸업생 94명)
- 1951년 8월 31일 : 수원북중학교와 수원농림고등학교로 개편 인가(9학급)
- 1951년 9월 1일 : 개교
- 1953년 1월 26일 : 제1대 최계남 교장 취임
- 1970년 3월 1일 : 중학교 평준화로 수원농림고등학교와 분리
- 2005년 12월 22일 : 수원북중학교 체육관 (꿈의 둥지) 개관
- 2006년 6월 15일 : 남녀공학으로 전환 승인
- 2006년 11월 14일 : 학교 담장 개방 및 그린타운 공원 조성
- 2013년 6월 19일 : 학교 숲 조성
- 2022년 1월 12일 : 제72회 졸업식(졸업생 88명) 총 35,251명 졸업
- 2022년 3월 2일 : 신입생 74명 입학
- 2022년 9월 1일 : 제25대 김동권 교장 취임

## 참고 자료
- 수원북중학교 - 한국교육학술정보원 학교알리미